# Kõrgessaare
Kõrgessaare (německy Hohenholm) je městečko v estonském kraji Hiiumaa, samosprávně patřící do obce Hiiumaa. 

## Jméno
Jméno je odvozeno z kõrge saar („vysoký ostrov“), a upomíná na dobu prvního osídlení místa, kdy se jednalo o ostrůvek, spojený s ostrovem Hiiumaa jen úzkou šíjí. Ve své estonské podobě (německy zapsáno jako Korkeszar) se jméno objevuje v nejstarší zmínce z roku 1532, pozdější německý název Hohenholm je přímým překladem estonského.

## Dějiny
Osídlení Kõrgessaare je v listinách poprvé zmiňováno roku 1532. Již roku 1552 se zde nacházel panský statek Hohenholm, 1586 je jako vlastník zmiňován ruský bojar Perwoy Putilov, který za Livonské války přešel na švédskou stranu a byl odměněn polnostmi. Roku 1624 získala statek hraběcí rodina de la Gardie. Již během prvních let svého panství zlikvidovali Gardiové původní estonskou vesnici a její půdu přičlenili ke statku; vybudovali však také kõrgessaarský přístav, z něhož během 17. století jezdila první estonská pravidelná lodní linka do Stockholmu. 1691 byl statek vyvlastněn švédskou korunou, roku 1755 se vrátil do rukou hraběnky von Stenbock, dědičky rodu de la Gardie, a roku 1781 jej zakoupil baron von Ungern-Sternberg.
Budoucí městečko začalo kolem statku vznikat až po zrušení nevolnictví roku 1856 a roboty roku 1868. Blízkosti statku a přístavu využívali především dřevaři, dřevozpracující řemeslníci a rybáři. Roku 1911 zde začala mezinárodní akciová společnost La Viscosa budovat obrovskou továrnu na umělé hedvábí, která však kvůli propuknutí 1. světové války byla roku 1914 uvedena do provozu jen částečně a roku 1916 zavřena úplně.
Růst Kõrgessaare pokračoval podobným způsobem za první republiky, tedy průmysl byl tvořen hlavně drobnými firmami provozujícími těžbu a zpracování dřeva nebo lov a zpracování ryb. Těžší průmysl se do městečka vrátil až v době sovětské okupace. V roce 1952 zde začala výstavba továrny na zpracování ryb s konzervárnou a mrazírnou. Výroba se naplno rozběhla v roce 1959, v následujícím roce se pak přidalo i zpracování dalších druhů masa.
Po skončení okupace v roce 1991 se začala v Kõrgessaare rozvíjet turistika, odvětví do té doby velmi omezené (za sovětské doby patřily estonské ostrovy do hraničního pásma). Velkozpracování ryb se však potýkalo s čím dál většími problémy a kõrgessaarská továrna, největší zaměstnavatel v městečku i v okolí, byla nakonec roku 2005 uzavřena. Následná vysoká nezaměstnanost byla částečně podchycena rozvojem turistiky a služeb, částečně se projevila na úbytku obyvatelstva stěhováním do jiných oblastí Estonska.

## Pamětihodnosti
Historicky cenné jsou zejména zachovalé budovy někdejšího kõrgessaarského panského statku. Hlavní budova (zámek) nebyla od války využívána a postupně chátrala, až byla roku 1972 stržena. Zachovaly se však některé hospodářské budovy, z nichž nejvýznamnější je lihovar, postavený v tradičním stylu z žulových bloků roku 1880. Částečně se zachoval též zámecký park, původně vybudovaný již v 17. století ve francouzském stylu, později přeměněný na anglický park.